# Ministère du Développement (Roumanie)
Le ministère du Développement, des Travaux publics et de l'Administration de Roumanie (en roumain : Ministerul Dezvoltării, Lucrărilor Publice și Administrației) est une institution du gouvernement de la Roumanie. Le Ministère a été créé le 22 décembre 2012 par la restructuration de l'ancien Ministère de l'Aménagement du Territoire et du Tourisme (2009-2010) et en reprenant les structures de l'administration publique et les institutions spécialisées dans ce domaine du Ministère de l'Intérieur, sous la tutelle de l'Ordonnance d'urgence no 96 du 22 décembre 2012. 

## Ministres
Depuis le 23 décembre 2020, le ministre du Développement, des Travaux publics et de l'Administration est Attila Cseke.

## Aperçu
Le ministère du Développement, des Travaux publics et de l'Administration conduit les politiques gouvernementales dans les domaines de l'aménagement du territoire,  de l'aménagement et de la cohésion territoriale,  de la coopération transfrontalière, transnationale et interrégionale, de l'aménagement du territoire,  de l'urbanisme et de l'architecture,  logement,  gestion et aménagement immobilier et urbanistique, travaux publics et construction. Dans ces domaines, le Ministère gère plusieurs programmes financés sur fonds européens et nationaux : le Programme Opérationnel Régional 2007-2013 et 2014-2020, 12 programmes européens de coopération territoriale 2014-2020,  programmes européens de coopération territoriale 2007-2013,  PHARE - Cohésion économique et sociale, programmes de développement territorial, construction de logements, réhabilitation thermique d'îlots d'habitation, réhabilitation de bâtiments parasismiques et construction de salles de sport et de foyers culturels.

## Sources et références
1. ↑  « OUG 96/2012 privind stabilirea unor masuri de reorganizare in cadrul administratiei publice centrale si pentru modificarea unor acte normative. Ordonanta de Urgenta 96/2012 »
2. ↑  http://www.mdrap.ro/dezvoltare-regionala/politica-de-dezvoltare-regionala
3. 1 2  http://www.mdrap.ro/en/dezvoltare-teritoriala/prezentare-generala-a-domeniului
4. ↑  http://www.mdrap.ro/ro/dezvoltare-teritoriala/urbanism-dezvoltare-locala-si-habitat
5. ↑  http://www.mdrap.ro/ro/lucrari-publice/-1763
6. ↑  http://www.mdrap.ro/en/constructii/-4218
7. ↑  http://www.mdrap.ro/ro/dezvoltare-regionala/-4970/-7572
8. ↑  http://www.mdrap.ro/dezvoltare-regionala/-2257/programe-de-cooperare-teritoriala-europeana

- Cet article est partiellement ou en totalité issu de l'article intitulé « Ministry of Regional Development and Public Administration » (voir la liste des auteurs). *